# Oliver Platt
Oliver Platt (Windsor, Ontario, 1960. január 12.) kanadai születésű amerikai színész.

## Fiatalkora és családja
Az ontariói Windsorban született Sheila Maynard és Nicholas Platt gyermekeként. Bátyja Adam Platt étteremkritikus.
Apai nagyapja, Charles A. Platt építész, anyai nagyszülei pedig Arthur Scott Burden és Cynthia Roche voltak. Robert Shaw Oliver tábornok ükunokája is. Apai ágon ük-nagyapja Joseph Hodges Choate ügyvéd volt.
Mivel apja nagykövet volt, Platt gyerekkorát több helyen töltötte, többek között Ázsiában és Washingtonban. 12 különböző iskolába járt. Családja gyakran látogatott Washingtonba, és éves Washington Redskins-bérlettel is rendelkeztek. A Boston Red Sox szurkolója.
Kilenc éves korában családjával együtt ellátogatott a Kennedy Centerbe, ahol látott egy előadást, ami nagy hatással volt rá.

## Magánélete
1992. szeptember 12-én vette feleségül Mary Camilla Bonsal Campbell-t. Három gyerekük született: Lily (1995), George (1997) és Clare (1999).
Van egy háza a Maine állambeli North Haven-ben.

## Filmográfia

### Film
| Év   | Magyar cím                               | Eredeti cím                            | Szerep                                      | Magyar hang          |
| ---- | ---------------------------------------- | -------------------------------------- | ------------------------------------------- | -------------------- |
| 1988 | Keresztanya                              | Married to the Mob                     | Ed Benitez FBI-ügynök                       | Józsa Imre           |
| 1988 | Dolgozó lány                             | Working Girl                           | Lutz                                        | Kerekes József       |
| 1989 | Robinson Crusoe                          | Crusoe                                 | Mr. Newby                                   |                      |
| 1990 | Egyenesen át                             | Flatliners                             | Randy Steckle                               | Sörös Sándor         |
| 1990 | Képeslapok a szakadékból                 | Postcards from the Edge                | Neil Bleene                                 | Mikula Sándor        |
| 1992 | Beethoven                                | Beethoven                              | Harvey                                      | Kerekes József       |
| 1992 | Éjféli bunyó                             | Diggstown                              | Daniel Patrick O'Shannon 'Fitz' Fitzpatrick | Csuja Imre           |
| 1993 | A beugró                                 | The Temp                               | Hartsell                                    | Szabó Sipos Barnabás |
| 1993 | Tisztességtelen ajánlat                  | Indecent Proposal                      | Jeremy                                      | Mihályi Győző        |
| 1993 | Benny és Joon                            | Benny & Joon                           | Eric                                        | Bognár Zsolt         |
| 1993 | A három testőr                           | The Three Musketeers                   | Porthos                                     | Csuja Imre           |
| 1995 | Mesebeli vadnyugat                       | Tall Tale                              | Paul Bunyan                                 | Gyabronka József     |
| 1995 | Nevess, ha fáj                           | Funny Bones                            | Tommy Fawkes                                |                      |
| 1996 | Tűzparancs                               | Executive Decision                     | Dennis Cahill                               | Csuja Imre           |
| 1996 | Ha ölni kell                             | A Time to Kill                         | Harry Rex Vonner                            | Csuja Imre           |
| 1998 | A velencei kurtizán                      | Dangerous Beauty                       | Maffio Venier                               | Háda János           |
| 1998 | Nyomd a sódert!                          | Bulworth                               | Dennis Murphy                               | Csankó Zoltán        |
| 1998 | Hajó, ha nem jó                          | The Impostors                          | Maurice                                     | Csankó Zoltán        |
| 1998 | Dr. Dolittle                             | Dr. Dolittle                           | Dr. Mark Weller                             | Kerekes József       |
| 1998 | Simon Birch, a kisember                  | Simon Birch                            | Ben Goodrich                                |                      |
| 1999 | A szörny                                 | Lake Placid                            | Hector Cyr                                  | Csuja Imre           |
| 1999 | Hármasban szép az élet                   | Three to Tango                         | Peter Steinberg                             | Csuja Imre           |
| 1999 | A kétszáz éves ember                     | Bicentennial Man                       | Rupert Burns                                | Csankó Zoltán        |
| 2000 | Ha szorít a szorító                      | Ready to Rumble                        | Jimmy 'The King' King                       | Kocsis György        |
| 2000 | Zsaru pánikban                           | Gun Shy                                | Fulvio Nesstra                              | Reviczky Gábor       |
| 2001 | Ne szólj száj!                           | Don't Say a Word                       | Dr. Louis Sachs                             | Csuja Imre           |
| 2002 | Mozdulatlan túsz                         | Liberty Stands Still                   | Victor Wallace                              | Megyeri János        |
| 2002 | Mozdulatlan túsz                         | Liberty Stands Still                   | Victor Wallace                              | Csankó Zoltán        |
| 2002 |                                          | Ash Wednesday                          | Moran                                       |                      |
| 2002 | Cikkcakk                                 | Zig Zag                                | Mr.Walters / The Toad                       | Csuja Imre           |
| 2003 | Hálaadás                                 | Pieces of April                        | Jim Burns                                   | Schnell Ádám         |
| 2003 | Nő előttem, nő utánam                    | Hope Springs                           | Doug Reed                                   | Haás Vander Péter    |
| 2004 | Kinsey                                   | Kinsey                                 | Herman B Wells                              | Jászai László        |
| 2005 | Kincsem                                  | Loverboy                               | Mr. Pomeroy                                 | Vári Attila          |
| 2005 | A nagy kaszálás                          | The Ice Harvest                        | Pete Van Heuten                             | Besenczi Árpád       |
| 2005 | Casanova                                 | Casanova                               | Paprizzio                                   | Besenczi Árpád       |
| 2007 |                                          | The Ten                                | Marc Jacobson                               |                      |
| 2007 | Fiú a Marsról                            | Martian Child                          | Jeff                                        | Kapácsy Miklós       |
| 2008 | Frost/Nixon                              | Frost/Nixon                            | Bob Zelnick                                 | Kerekes József       |
| 2009 | A Csodanő                                | Wonder Woman                           | Hádész (hangja)                             |                      |
| 2009 | A kezdet kezdete                         | Year One                               | főpap                                       | Csuja Imre           |
| 2009 | 2012                                     | 2012                                   | Carl Anheuser                               | Csankó Zoltán        |
| 2010 | Adni jó                                  | Please Give                            | Alex                                        | Besenczi Árpád       |
| 2010 | Szerelem és más drogok                   | Love & Other Drugs                     | Bruce Jackson                               | Besenczi Árpád       |
| 2010 | Levelek Júliának                         | Letters to Juliet                      | Bobby                                       | Csuja Imre           |
| 2011 | X-Men: Az elsők                          | X-Men: First Class                     | fekete öltönyös férfi                       | Kapácsy Miklós       |
| 2012 | Csípem a családod                        | The Oranges                            | Terry Ostroff                               | Jantyik Csaba        |
| 2012 | Istenek fegyverzete 3. (Műkincs hajsza)  | Chinese Zodiac                         | Lawrence Morgan                             | Bácskai János        |
| 2012 | Ginger és Rosa                           | Ginger & Rosa                          | Mark kettő                                  | Törköly Levente      |
| 2013 | Visszatérés Óz birodalmába               | Legends of Oz: Dorothy's Return        | IQ (hangja)                                 | Kerekes József       |
| 2013 | Kaguya hercegnő története                | The Tale of the Princess Kaguya        | miniszter (angol hangja)                    | Szokol Péter         |
| 2013 | Mázlisták                                | Lucky Them                             | Giles                                       |                      |
| 2014 | A séf                                    | Chef                                   | Ramsey Michel                               | Berzsenyi Zoltán     |
| 2014 | Jobb, ha hallgatsz                       | Kill the Messenger                     | Jerome Ceppos                               | Berzsenyi Zoltán     |
| 2014 |                                          | Cut Bank                               | Joe Barrett                                 |                      |
| 2014 | Kellemetlen karácsonyi ünnepek           | A Merry Friggin' Christmas             | Hobo Santa                                  | Csankó Zoltán        |
| 2015 |                                          | Frank and Cindy                        | Frank Garcia                                |                      |
| 2015 |                                          | One More Time                          | Alan Sternberg                              |                      |
| 2016 | Tisztítókúra                             | The Cleanse                            | Ken Roberts                                 | Holl Nándor          |
| 2016 |                                          | The Ticket                             | Bob                                         |                      |
| 2016 | Louis Drax kilencedik élete              | The 9th Life of Louis Drax             | Dr. Perez                                   | Csankó Zoltán        |
| 2016 | Bezárva                                  | Shut In                                | Dr. Wilson                                  | Csankó Zoltán        |
| 2016 | Kivétel és szabály                       | Rules Don't Apply                      | Forester                                    | Kerekes József       |
| 2017 | Marston professzor és a két Wonder Woman | Professor Marston and the Wonder Women | Max Gaines                                  | Törköly Levente      |
| 2020 | A befejezésen gondolkozom                | I'm Thinking of Ending Things          | A Hang (hangja)                             |                      |

### Televízió
| Év        | Magyar cím           | Eredeti cím          | Szerep              | Megjegyzések                                |
| --------- | -------------------- | -------------------- | ------------------- | ------------------------------------------- |
| 1987      |                      | The Equalizer        | Norm Jameson        | 1 epizód                                    |
| 1988      | Miami Vice           | Miami Vice           | 'Speed' Stiles      | 1 epizód                                    |
| 1990      |                      | Wiseguy              | Sy Brenner          | 1 epizód                                    |
| 1995      |                      | The Infiltrator      | Yaron               | tévéfilm                                    |
| 2000–2001 |                      | Deadline             | Wallace Benton      | 13 epizód                                   |
| 2001–2005 | Az elnök emberei     | The West Wing        | Oliver Babish       | 8 epizód                                    |
| 2003      | Bírósági mesék       | Queens Supreme       | Jack Moran bíró     | 13 epizód                                   |
| 2004–2006 | Huff                 | Huff                 | Russell Tupper      | 25 epizód                                   |
| 2007–2008 | Kés/Alatt            | Nip/Tuck             | Freddy Prune        | 4 epizód                                    |
| 2007      |                      | The Thick of It      | Malcolm Tucker      | eladatlan próbaepizód                       |
| 2007      |                      | The Bronx Is Burning | George Steinbrenner | minisorozat (8 epizód)                      |
| 2009–2011 | Író és kamuhős       | Bored to Death       | Richard Antrem      | 6 epizód                                    |
| 2010–2013 | The Big C – A nagy C | The Big C            | Paul Jamison        | 40 epizód                                   |
| 2012–2018 |                      | American Experience  | narrátor (hangja)   | 11 epizód                                   |
| 2014      | Fargo                | Fargo                | Stavros Milos       | 5 epizód                                    |
| 2014–2017 | Szófia hercegnő      | Sofia the First      | Everburn (hangja)   | 2 epizód                                    |
| 2015–2016 | Bűnös Chicago        | Chicago P.D.         | Dr. Daniel Charles  | 9 epizód                                    |
| 2015–2017 | Lángoló Chicago      | Chicago Fire         | Dr. Daniel Charles  | 7 epizód                                    |
| 2015–     |                      | Chicago Med          | Dr. Daniel Charles  | főszereplő                                  |
| 2015      | A férjem védelmében  | The Good Wife        | R.D.                | 3 epizód                                    |
| 2015      | Bessie               | Bessie               | Carl Van Vechten    | - tévéfilm - magyar hangja: - Csankó Zoltán |
| 2015–2017 | Modern család        | Modern Family        | Martin              | 2 epizód                                    |
| 2016      | Amerikai fater       | American Dad!        | narrátor (hangja)   | 1 epizód                                    |
| 2017      |                      | Chicago Justice      | Dr. Daniel Charles  | 2 epizód                                    |
| 2022–     | A mackó              | The Bear             | Jimmy bácsi         | - 8 epizód - magyar hangja: - Kőszegi Ákos  |

## Fordítás
- Ez a szócikk részben vagy egészben  az   Oliver Platt című angol Wikipédia-szócikk ezen változatának fordításán alapul.  Az eredeti cikk szerkesztőit annak laptörténete sorolja fel. Ez a jelzés csupán a megfogalmazás eredetét és a szerzői jogokat jelzi, nem szolgál a cikkben szereplő információk forrásmegjelöléseként.